# 棺探偵D&W
『棺探偵D&W』（ひつぎたんていディー・アンド・ダブル）は、光永康則による日本の漫画である。『月刊ヤングキング』（のち『月刊ヤングキングアワーズGH』に改題、少年画報社）2012年1月号から不定期連載中である。単行本は少年画報社ヤングキングコミックスから刊行されている。話数カウントは「Case.○」。
札付きのワル十郎と引き篭もり吸血鬼探偵ヒサトのコンビが怪事件を解決する様を描く推理ホラー漫画。

## 登場人物
青樹 十郎（あおき じゅうろう）
本作の主人公。遠浜市に住む、17歳の高校生。バイトで生計を立て、アパートで一人暮らしをしている。
建物の間の暗がりや雑木林の奥といった場所から、大量の人間の血の臭いを直感で嗅ぎ分けられる嗅覚を持つ。またその血の持ち主がまだ生きているかもしれないと考えたら、後先考えずその場所に踏み込むことから、そういった殺人事件現場においては必ず死体の第一発見者となってしまうため、警察からは「死体発見機」と仇名されている。
嗅覚だけでなく不審や事件を本能的に察知する勘にも優れる。身体能力も高く、武器を持った多人数相手に素手で切り抜けるほどの実力があり、遠浜市内では彼に喧嘩を売る者は珍しい。
基本的に言動は荒く、補導・傷害歴は数知れず。警察や周囲からは札付きとして扱われているが、強い正義感を持ち行動力も高く事件や被害者を見過ごせない性格の持ち主。
身寄りがなく天涯孤独の身の上（と思っていた）。そのためヒサトの父が身元引受人となっており、将来的には次期当主の座を引き継ぐヒサトの側に仕える下僕となることを期待されている。
嘉村 ヒサト（かむら ヒサト）
本作のもう1人の主人公。父が遠浜市の有力者であるため裕福で、自身もメイド・運転手つきの豪邸に暮らしている。体が弱く外にあまり出ないため、十郎からは「引き篭もり」と称されている。
部屋から出ずともほとんどネット検索や十郎からもたらされる情報のみから、怪事件を解決に導いていく。また事件解決の際には、必ず犯人のもとに出向き、その首筋をかみ切って失血死させる。ただ死んだ犯人は行方不明となるため、結局事件自体が迷宮入りに近い状態となり、そのため十郎からは「暇を持て余して事件を掻き回した挙句解決することができない奴」と勘違いされている。
ナイフで刺されても平然とし、複数の人間を一方的に斃し首筋を噛み切り、強力な催眠術を扱うなどの面を隠し持つ。
十郎とは違い正義や善悪はどうでもいいと考えており、事件への興味も正義感から来るものではないが、どうせ殺すなら悪人を殺した方が寝つきがいい派を自称する。また十郎に対しては下僕などではなく友人だと言い、危害を加える者を許さない等の強い友情を持っている様子である。
樫尾 柊子（かしお ひいこ）
十郎の「叔母」にあたる女性。十郎は記憶していないが過去には顔を合わせていたこともあるらしい。
住んでいた欠鋤村で起きた事故を本能的嗅覚で事件だと察知し、娘を守るため村を離れ十郎を頼り遠浜市へと出て来た。やがて事件は解決（終息）するが、村自体が事件の余波で大騒ぎなのと、自身が村に戻りたくないという気持ちから、ヒサトの申し出で屋敷の住み込みメイドとして働くことになる。
樫尾 初生（かしお はつき）
柊子の一人娘。村で起きた事件後、母と共にヒサトの屋敷で暮らしている。メイド服姿で屋敷の仕事をしており、十郎に児童福祉法違反を疑われたが、命じられた仕事ではなく本人が自分で申し出た事で、あくまでもお手伝いの範疇として問題はないという事になった。

## 事件概要
一話完結方式で、事件の発生から解決までが一話に収められている。事件の概要は以下のとおり。
Case.01
アイドルの大盛絵里（おおもりえり）が、遠浜市のコンドミニアムで殺害されているのが発見された。彼女のツイッターを調べていたヒサトは、そのツイートの末尾にある不思議な数字に着目する。
Case.02
とある村で、軒下で屋根から落ちてきた雪の下敷きになったり用水路に転落したりして、子供が死亡する事故が相次ぐ。だが、これは事故ではなく事件だと確信したヒサトは、十郎を雪かきのボランティアとして村に送り込む。
Case.03
樫尾親子の家族サービスで、一緒に温泉街に行った十郎。だが、道中で鉢合ったとある親子連れの話を電話で聞いたヒサトは、そこに事件の臭いを嗅ぎ取った。
Case.04
下校途中、大量の人間の血の臭いを纏わせた少女・北嶺緋莉（きたみねあかり）とすれ違った十郎。すぐに彼女の出身校である聖針女学院へと向かった十郎は、謎の転落死を遂げた学院の体育教師・野瀬炭久（のぜすみひさ）の遺体を発見する。

## 単行本
- 光永康則 『棺探偵D&W』 少年画報社〈ヤングキングコミックス〉、既刊2巻（2014年10月現在）
  1. 2013年8月30日発行、2013年8月16日発売 ISBN 978-4-7859-5107-8
  2. 2014年10月30日発行、2014年10月16日発売 ISBN 978-4-7859-5401-7